# Fußballclub Swarovski Tirol
Il Fußballclub Swarovski Tirol era una società calcistica austriaca di Innsbruck, città del Tirolo.

## Storia
Lo Swarovski Tirol fu costituito nel 1986, quando l'imprenditore Gernot Langes-Swarovski acquistò la licenza professionistica del Wacker Innsbruck, il più antico club della città, ereditandone il posto in 1. Division. Da notare che i colori sociali scelti all'epoca (blu e bianco) non avevano nulla a che fare con la storia calcistica della città, né con lo stemma cittadino. Nella sua prima stagione (1986-1987) il club allenato da Felix Latzke arrivò solo terzo nel Meister-Playoff, ma in Coppa UEFA arrivò sino alla semifinale, eliminando club di tradizione come CSKA Sofia, Standard Liegi, Spartak Mosca, il Torino nei quarti di finale, prima di arrendersi ai futuri vincitori del Göteborg.
Nell'estate 1987 fu ingaggiato come allenatore Ernst Happel, autentico decano del calcio austriaco, e le ambizioni del club apparvero chiare. La prima stagione la squadra arrivò solo sesta, ma già nel 1988-1989 il club festeggiò il titolo, con un buon margine sull'Admira/Wacker, e la ÖFB-Cup cogliendo il Double. L'anno seguente fece il bis, vincendo il Meister-Playoff con 8 punti di vantaggio sull'Austria Vienna. Nella stagione 1990-1991 la sequenza vincente s'interruppe solo per un punto di svantaggio e il titolo fu appannaggio dell'Austria.
L'anno seguente, Happel divenne allenatore della Nazionale austriaca, ma morì il 14 novembre 1992 ad Innsbruck. Il suo posto allo Swarovski fu preso dall'ex-vice Horst Hrubesch. Il campionato fu perso solo per differenza reti ancora a vantaggio dell'Austria Vienna.
Nonostante i numerosi successi, il presidente annunciò il proprio disimpegno finanziario. E così, nell'estate 1992 la società restituì la licenza per la Bundesliga al Wacker, da cui l'aveva ottenuta sei anni prima.

## Palmarès

### Competizioni nazionali
- Campionato austriaco:

1988-1989, 1989-1990
- Coppa d'Austria:

1988-1989

### Competizioni internazionali
- Coppa Piano Karl Rappan: 3

1989, 1990, 1991

### Altri piazzamenti
- Campionato austriaco:

Secondo posto: 1990-1991
Terzo posto: 1986-1987, 1991-1992
- Coppa d'Austria:

Finalista: 1986-1987, 1987-1988
- Supercoppa d'Austria:

Finalista: 1987, 1989, 1990
- Coppa UEFA:

Semifinalista: 1986-1987
- King's Cup:

Secondo posto: 1988